# چارلز سیتی (ویرجینیا)
چارلز سیتی (به انگلیسی: Charles City) یک منطقهٔ مسکونی در ایالات متحده آمریکا است که در شهرستان چارلز سیتی، ویرجینیا واقع شده‌است. چارلز سیتی ۷٫۱ کیلومتر مربع مساحت و ۱۳۳ نفر جمعیت دارد و ۳٫۰۵ متر بالاتر از سطح دریا واقع شده‌است.